# HMS Solebay (1763)
HMS Solebay (1763) — 28-пушечный фрегат 6 ранга Королевского флота. Четвертый британский корабль, названный Solebay.

## Постройка
Строился для восполнения потерь Семилетней войны. Проект Mermaid был выполнен Слейдом в 1760-е годы, как уменьшенное повторение трофейного французского L’Abenakise, так называемой demi-batterie, взятой в 1757 году. Контракт на Solebay был согласован с верфью Эйри 2 апреля 1762 года, и предусматривал спуск на воду через 14 месяцев.
Заказан 30 января 1762 года. Заложен 10 мая 1762 года. Название присвоено 30 апреля. Спущен на воду 9 сентября 1763 года на частной верфи Thomas Airey & Co в Ньюкасле. Достроен 15 марта 1764 года на королевской верфи в Ширнесс.

## Служба
1763 — вступил в строй в августе, капитан Уильям Хей (англ. William Hay), командовал до 1766 года.
1764 — 20 мая ушел на Ньюфаундленд.
1767 — капитан Джеймс Бремер (англ. James Bremer); назначен в крейсерство у Кейп-Клир.
1768 — капитан Люциус О'Брайен (англ. Lucius O'Brien).
1770 — октябрь(?), капитан Джордж Вандерпут (англ. George Vanderput), по-прежнему у Кейп-Клир.
1772 — июль-сентябрь, малый ремонт в Плимуте.

### Война за независимость США
Участвовал в Американской революционной войне.
1775 — возвращен в строй в июне, капитан Генри Белью (англ. Henry Bellew); июнь-декабрь, средний ремонт и оснащение в Плимуте; август, капитан Джон Саймонс (англ. John Symons).
1776 — 12 февраля ушел в Северную Америку; капитан Томас Саймондс (англ. Thomas Symonds), командовал до 1779 года; 28 июля был с эскадрой Паркера под Чарльстоном.
1777 — капитан Саймондс, январь, Сан-Августин; затем на Ямайку для ремонта.
1778 — 23 февраля взял французский 24-пушечный letter of marque Vicomte Le Veaux.
1779 — капитан Хью Робинсон (англ. Hugh Robinson); выведен в резерв и рассчитан.
1780 — июль-ноябрь, оснащение и обшивка медью в Плимуте; возвращен в строй в сентябре, капитан Чарльз Эверитт (англ. Charles Everitt); 9 декабря в Канале совместно с HMS Portland взял 20-пушечный корсар из Гавра La Comtesse Bezançois; 10 декабря взял La Marquise de Seignelay.
1781 — 12 марта ушел в Северную Америку; взял 8-пушечный американский приватир Dan; 17 июля взял приватир Resource; отбил шлюп Savage; 5 сентября был при Чесапике; с флотом Худа ушел в Вест-Индию.
1782 — 18 января взял американский приватир.

## Гибель
25 января 1782 года Solebay, капитан Чарльз Эверитт, сел на камни у о. Невис; сняться не смог; во избежание плена сожжен.